# Tânia Alves
Tânia Maria Rego Alves (sinh ngày 12 tháng 9 năm 1953 tại Bonito de Santa Fé) là nữ diễn viên, vũ công, ca sĩ và doanh nhân người Brazil.
Bộ phim gần đây nhất của bà là phim thể loại telenovela mang tên Araguaia được chiếu trên kênh Rede Globo.
Năm 1999 bà thành lập doanh nghiệp tiêng của mình. Trong số 2 người con của bà có Gabriela Alves, diễn viên và điều phối viên của một spa ở Nova Friburgo.

## Sự nghiệp

### Truyền hình
- 1981 - Morte e Vida Severina - dam
- 1982 - Estúdio A... Gildo
- 1982 - Lampião e Maria Bonita - Maria Bonita
- 1983 - Bandidos da Falange - Glória
- 1985 - Tenda dos Milagres - Ana Mercedes
- 1985 - Ti Ti Ti - Clotilde
- 1990 - Pantanal - Filó
- 1992 - Pedra sobre Pedra - Lola
- 1993 - Você Decide (episode: Chofer de Táxi)
- 1995 - Tocaia Grande - Julia Saruê
- 1997 - Mandacaru - Severina Dantas
- 1998 - Brida - Mercedes
- 2000 - Marcas da Paixão - Zefinha
- 2001 - A Grande Família (episode: A Desquitada da Freguesia) - Terezinha
- 2001 - O Clone - Norma
- 2005 - Essas Mulheres - Firmina Mascarenhas
- 2007 - Amazônia, de Galvez a Chico Mendes - Dos Anjos
- 2010 - Araguaia - Pérola
- 2011 - Laços de Sangue

### Phim ảnh
- 1976 - Trem Fantasma
- 1977 - Morte e Vida Severina
- 1977 - Emanuelle Tropical
- 1979 - Bachianas Brasileiras: Meu Nome É Villa-Lobos
- 1979 - Loucuras, o Bumbum de Ouro
- 1981 - O Olho Mágico do Amor - Penélope
- 1982 - Cabaret Mineiro
- 1983 - Onda Nova
- 1983 - O Cangaceiro Trapalhão - Maria Bonita
- 1983 - Parahyba Mulher Macho - Anayde Beiriz
- 1983 - O Mágico e o Delegado - Paloma
- 1984 - Sole nudo - Regina
- 1985 - Ópera do Malandro
- 1990 - Lambada
- 1991 - A República dos Anjos
- 1998 - A Hora Mágica - Lília Cantarelli